# Elektriciteitscentrale Maritsa-Oost
De elektriciteitscentrale Maritsa-Oost (Bulgaars: ТЕЦ Марица изток, TEC Maritsa Iztok) is een kolengestookte thermische centrale op 40 km van Stara Zagora in Bulgarije. De blokken 2 en 3, gebouwd in 1977 en 1980, hebben elk een 325 meter hoge schoorsteen, hetgeen ze de hoogste vrijstaande constructies van Bulgarije maakt. De bouw van het gehele complex van Maritsa begon in 1952.
Met een vermogen van 200 megawatt voor blok 1, 1440 megawatt voor blok 2 en 800 megawatt voor blok 3 is het de grootste thermische centrale in Bulgarije.